# Nama stenocarpum
Nama stenocarpum är en strävbladig växtart som beskrevs av Asa Gray. Nama stenocarpum ingår i släktet Nama och familjen strävbladiga växter. Inga underarter finns listade i Catalogue of Life.